# Eliot Weinberger
 (février 2018).
Si vous disposez d'ouvrages ou d'articles de référence ou si vous connaissez des sites web de qualité traitant du thème abordé ici, merci de compléter l'article en donnant les références utiles à sa vérifiabilité et en les liant à la section « Notes et références ».
Eliot Weinberger, né le 6 février 1949 à New York, est un linguiste, écrivain et traducteur américain.

## Biographie
Depuis sa jeunesse, à la fin des années 1960, Eliot Weinberger s'est fait remarquer par ses traductions du poète Octavio Paz. Il a aussi traduit Altazor de Vicente Huidobro, Nostalgia de la muerte y otros poemas de Xavier Villaurrutia et Siete noches de Jorge Luis Borges, entre autres. En 1999, il compile, traduit et préface une série d'essais de Borges qui lui vaut le prix du Cercle national des critiques américains.
Son anthologie American Poetry Since 1950: Innovators and Outsiders, publiée en 1993, est devenue une référence qui a permis de redécouvrir des poètes novateurs tels que George Oppen, Paul Blackburn, David Antin ou encore Lorine Niedecker.
C'est toutefois dans le domaine de l'essai que la contribution de Weinberger est la plus importante en employant des procédés structurels et stylistiques propres à la poésie, comme le simultanéisme, le collage ou l'analogie, mais aussi l'érudition, ce qui confère à ses écrits un aspect de prose poétique documentaire, puisque toutes les données sont vérifiables. Enrique Vila-Matas a déclaré que « Weinberger est un maître du commentaire infini sur l'étonnante variété du monde. Sa capacité à s'aventurer toujours au cœur même de la littérature est admirable. »
Parmi ses écrits à caractère politique, son œuvre de 2005 What I Heard About Iraq est particulièrement remarquée. Constituée de citations, témoignages, déclarations et annonces relatives à la guerre d'Irak, elle a été l'objet d'adaptations théâtrales, radiophoniques et musicales.
Weinberger a reçu le PEN/Kolovakos Award en 1992 pour sa promotion de la littérature en espagnol aux États-Unis et en 2000, l'Ordre de l'Aigle aztèque décerné par le gouvernement du Mexique. Ses livres sont traduits en une trentaine de langues.

## Publications
- Works on Paper, New Directions (New York, NY), 1986.
- Nineteen Ways of Looking at Wang Wei, Moyer-Bell (Wakefield, RI), 1987.
- Outside Stories, New Directions (New York, NY), 1992.
- Written Reaction: Poetics, Politics, Polemics, Marsilio Publishing, 1996.
- Karmic Traces, New Directions (New York, NY), 2000.
- What I Heard About Iraq, Verso (London), 2005.
- The Stars (with Vija Celmins), Museum of Modern Art (New York, NY), 2005.
- What Happened Here: Bush Chronicles, New Directions (New York, NY), 2005; Verso (London), 2006.
- Muhammad, Verso (New York, London), 2006
- An Elemental Thing, New Directions (New York, NY), 2007.
- Oranges and Peanuts for Sale, New Directions (New York, NY), 2009.
- Wildlife, Giramondo (Sydney), 2012.
- Two American Scenes (with Lydia Davis), New Directions (New York, NY) 2013.
- The Wall, the City, and the World, Readux (Berlin), 2014.
- The Ghosts of Birds, New Directions (New York, NY), 2016.
- Nineteen Ways of Looking at Wang Wei (expanded edition), New Directions (New York, NY), 2016.

### Traductions en français
- "Mahomet", traduction par Guillaume Condello de "Muhammad" (in An Elemental Thing), dans l'anthologie papier de la revue Catastrophes, Le Corridor bleu, 2019.
- 19 manières de regarder Wang Wei, Postface d'Octavio Paz, traduction de Lise Thiollier, Ypsilon éditeur, Paris, 2020.

### Éditeur
- Montemora (literary magazine), 1975-1982.
- Una antologia de la poesia norteamericana desde 1950, Ediciones del Equilibrista (Mexico), 1992.
- American Poetry Since 1950: Innovators and Outsiders, Marsilio Publishing, 1993.
- Sulfur #33, (special issue: "Into the Past"), 1993.
- James Laughlin, Ensayos fortuitos, Ed. Vuelta (Mexico City), 1995.
- The New Directions Anthology of Classical Chinese Poetry, New Directions (New York, NY), 2003; Anvil (London), 2007.
- The Crafts of Mexico, edited by Margarita de Orellana, Alberto Ruy-Sánchez; guest editor, Eliot Weinberger. Smithsonian Books, (Washington), 2004.
- World Beat: International Poetry Now from New Directions, New Directions (New York, NY), 2006.
- Kenneth Rexroth, Songs of Love, Moon & Wind: Poems from the Chinese, New Directions (New York, NY), 2009.
- Kenneth Rexroth, Written on the Sky: Poems from the Japanese, New Directions (New York, NY), 2009.
- Elsewhere, Open Letter (Rochester, NY), 2014.

### Éditeur et traducteur
- Octavio Paz, Eagle or Sun?, October House, 1970, revised edition, New Directions (New York, NY), 1976.
- Octavio Paz, A Draft of Shadows, New Directions (New York, NY), 1980.
- Homero Aridjis, Exaltation of Light, Boa Editions (Brockport, NY), 1981.
- Octavio Paz, Selected Poems, New Directions (New York, NY), 1984.
- Jorge Luis Borges, Seven Nights, New Directions (New York, NY), 1984.
- Octavio Paz, The Collected Poems 1957-1987, New Directions (New York, NY), 1987; Carcanet (Manchester, UK), 1988; revised New Directions edition, 1991.
- Vicente Huidobro, Altazor, Graywolf (Minneapolis, MN), 1988, revised edition, Wesleyan University Press (Middletown, CT), 2003.
- Octavio Paz, A Tree Within, New Directions (New York, NY), 1988.
- Octavio Paz, Sunstone, New Directions (New York, NY), 1991.
- Cecilia Vicuña, Unravelling Words and the Weaving of Water, Graywolf (Port Townsend, WA), 1992.
- Xavier Villaurrutia, Nostalgia for Death, Copper Canyon Press (Port Townsend, WA), 1993.
- Octavio Paz, In Light of India, Harcourt Brace (New York, NY), 1997.
- Octavio Paz, A Tale of Two Gardens, New Directions (New York, NY), 1997.
- Octavio Paz, An Erotic Beyond: Sade, 1998.
- Jorge Luis Borges, Selected Non-Fictions, Viking (New York, NY), 1999. (with translations by Esther Allen and S.J. Levine). U.K. edition: The Total Library, Penguin (London), 1999.
- Bei Dao, Unlock, New Directions (New York, NY), 2000; Anvil (London), 2006. (translations with Iona Man-Cheong)
- Octavio & Marie-Jose Paz, Figures & Figurations, New Directions (New York, NY), 2002.
- Bei Dao, The Rose of Time: New & Selected Poems, New Directions (New York, NY), 2010. (various translators)
- Octavio Paz, The Poems of Octavio Paz, New Directions (New York, NY), 2012.